# HTV货运飞船
運輸載具（H-II Transfer Vehicle）也稱為白鸛號（KOUNOTORI），是一艘用來補給國際太空站的無人太空船。日本宇宙航空研究開發機構（JAXA）自1990年代初期即斷斷續續的設計和建造HTV；最先預定於2001年首次發射使用，后延後至2009年9月发射。至後、日本已於日本時間2009年9月11日凌晨2時1分，由種子島宇宙中心發射HTV補給船，搭載於日本最新型H-IIB運載火箭一號機上，前往国际空间站進行運補物資任務。

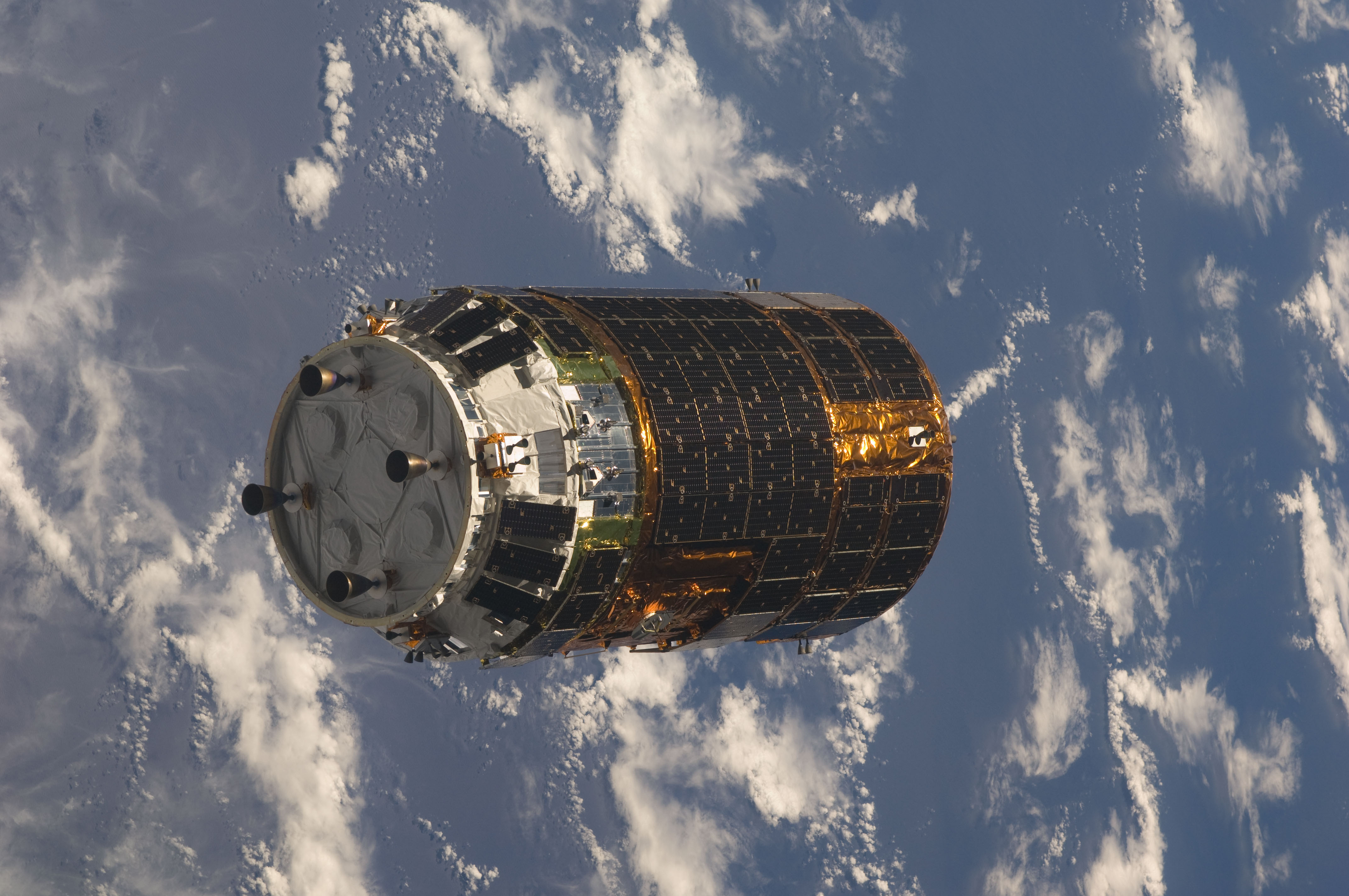
HTV-1，H-II運輸載具（白鸛號）一號機

此外，在二號機發射前，JAXA進行了名稱公募活動，最後於2010年11月11日發表結果，系列名稱定名為「白鸛」（こうのとり，KOUNOTORI，日本傳說中的幸运之鳥）。

## 尺寸
HTV太空船長度約10公尺，直徑4.4公尺，最大重量16.5公噸，比俄國進步號太空船長度7.23公尺，直徑2.72公尺，最大重量7.2噸；HTV的巨大酬載量達6公噸，是進步號酬載量的2倍以上。

## 運作過程

抓握對接程序

HTV太空船主要用於向國際太空站供應大型實驗設備與裝置也能進行食物、水的補給。本身具有28具姿態調整火箭引擎與4具軌道修正主火箭引擎，與國際太空船會合對接是採用日本在1997年ETS-7技術實驗衛星演進而來的抓握對接技術，HTV利用裝置在電器艙的「近傍通訊系統（proximity communication zone）」與「交會激光雷達（Rendezvous laser radar）」來與國際太空站停泊、會合、對接的一系列動作。
白鸛號先被火箭送進51.6度傾角的低地軌道後，經過三次軌道變動提升高度，近傍通訊系統一進入國際太空站23公里範圍內，先跟希望號太空實驗室上建立通訊連結，接著透過「相對GPS航行（relative GPS navigation）」導引飛行，沿著V-BAR航路，抵達國際太空站後方5公里的「接近起始點（Approach Initiation point）」，再以拋物線飛行軌道飛抵國際太空站下方500公尺的交會點（Rendezvous Insertion point），之後轉換成會合雷射雷達導引，藉由太空船上的交會激光雷達發出雷射至希望號下方的「交會反射器（Rendezvous laser radar reflector）」導引太空船沿著R-BAR航路接近國際太空站，太空船飛抵預先決定的把持帶（Berthing Box /Capture Box）區域時，該處在接合處下方10公尺的位置，關閉所有主引擎與姿態調整引擎保持相對停止的「自由飄移狀態（free drift）」，讓加拿大機械臂捉住HTV太空船與國際太空站上的「共同接合結構（Commen Berthing Mechanism）」對接，正因為它省去了俄國APAS那種狹小直徑的對接裝置，直接透過口徑較大型的CBM接合，使得HTV太空船的接口是唯一可以運輸國際標準機架（International Standard Payload Rack）尺寸的太空船，具備通行大型艙內實驗裝置到國際太空站的艙室內以及具有非加壓艙運送艙外設備機器的能力。
2018年11月11日，由白鸛7號首度搭載直徑80公分左右的回收囊，並成功將國際太空站上的科學實驗成果，成功送返地球。

## 結構設計
加壓艙組
放置食物、水等太空人生活用補給品以及大型艙內實驗設備，位於與太空站的對接處。除了HTV，俄羅斯進步號與歐洲ATV也都有運輸物資到ISS上，但是HTV太空船採用日本獨自開發的會合對接技術，使用近傍通訊系統PROX與會合雷達來接近國際太空站，以保持"相對停止"方式進行對接。這使得HTV可以擁有較大口徑的對接口來停泊。
HTV接合口是1.27乘以1.27公尺大小的正方形，所以是唯一一個可讓國際太空站標準貨架通過，執行運輸在ISS內部加壓空間裡使用大型實驗設備酬載的太空船。至於歐洲ATV與俄羅斯聯盟/進步號則使用俄國Hybrid docking system，會受限於接合口直徑只有0.8公尺，無法運輸大型實驗裝置。另外HTV加壓艙組也跟國際太空站一樣維持一大氣壓與攝氏20度C的溫度，國際太空站乘員可以在不穿太空衣下，直接進入加壓艙組內部搬運物資實驗設備。加壓艙模組也配備12具姿態調整用引擎。
無加壓艙組
放置國際太空站站外機械與希望號實驗平台使用儀器的區域，使用機械臂吊出放置。HTV是當今唯一可以運送ISS艙外實驗裝置與機器組件的太空船。
電氣艙
HTV無加壓艙組的後部是容納航行電子的電氣艙是HTV的大腦。電器艙由導航控制、通訊、資料處理與電力供應四個子系統組成。這些子系統支持HTV太空船自動與遠距離會合飛行，被H2B火箭送進軌道後，HTV使用相對GPS航行系統與會合雷射雷達來接近ISS，太空船會在一預先決定的區域停止，該區域又稱為"Berthing Box"，也就是在接合處下方10公尺的位置，然後加拿大機械臂將捉住它與ISS接合。電器艙也分配由HTV機身上的太陽能板產生的電力或電池電力給HTV其他艙組使用。
推進艙組
推進艙組配備有4具軌道變動的主引擎與16具姿態調整用引擎，在每次飛行任務時推進艙組可以攜帶2.4噸燃料；而在控制軌道高度提升與會合機動變軌時所需的火箭引擎燃料將由電器艙組發布指令控制。
近傍通訊系統（Proximity Communication System / PROX）：
三菱電機開發、安裝於希望號太空實驗室，由"PROX天線"、"PROX-GPS天線"、"PROX溝通設備（PROX communication equipment）"與"硬體指令面板（Hardware Command Panel / HCP）"構成；當太空船在V-BAR與拋物線軌道飛至太空站下方時的導引稱為『相對GPS航行（Relative GPS navigation）』。
會合雷射雷達與反射器（Rendezvous laser radar & reflector）：
發出雷射光的傳感器安裝在太空船上，接收會合雷射的反射器則安裝於希望號加壓模組的下方，當太空船從R-BAR接近太空站時使用，此階段的導引又稱為『會合雷射航行（Rendezvous Sensor navigation）』。

## 發射結果
| 機体名        | 照片 | 發射時間 （JST）           | 結合完了時間 （JST）   | 分離時間               | 重返大氣層時間         | 備註                                                                      |
| ------------- | ---- | -------------------------- | ---------------------- | ---------------------- | ---------------------- | ------------------------------------------------------------------------- |
| HTV技術實證機 |      | 2009年9月11日 2時1分46秒   | 2009年9月18日 7時26分  | 2009年10月31日 0時2分  | 2009年11月2日 6時26分  |                                                                           |
| 白鸛號2号機   |      | 2011年1月22日 14時37分57秒 | 2011年1月28日 3時34分  | 2011年3月28日 22時29分 | 2011年3月30日 12時9分  | 原定2011年1月20日下午3時29分發射，但因天候不佳延期                        |
| 白鸛號3号機   |      | 2012年7月21日 11時6分18秒  | 2012年7月28日 0時22分  | 2012年9月12日 20時50分 | 2012年9月14日 14時27分 |                                                                           |
| 白鸛號4号機   |      | 2013年8月4日 4時48分46秒   | 2013年8月10日 3時38分  | 2013年9月5日 1時20分   | 2013年9月7日 15時37分  |                                                                           |
| 白鸛號5号機   |      | 2015年8月19日 20時50分49秒 | 2015年8月25日 2時28分  | 2015年9月29日 1時53分  | 2015年9月30日 5時33分  |                                                                           |
| 白鸛號6号機   |      | 2016年12月9日 22時26分47秒 | 2016年12月14日 3時24分 | 2017年1月28日 0時45分  | 2017年2月6日 0時6分    | 目的是清除太空垃圾                                                        |
| 白鸛號7号機   |      | 2018年9月23日 2時52分27秒  | 2018年9月28日 3時08分  | 2018年11月8日 1時50分  | 2018年11月11日 6時38分 |                                                                           |
| 白鸛號8号機   |      | 2019年9月25日 1時5分5秒    | 2019年9月29日 2時55分  | 2019年11月2日 2時20分  | 2019年11月3日 11時9分  | 原定2019年9月11日上午6時33分發射，但因發射台的突然火災而延期              |
| 白鸛號9号機   |      | 2020年5月21日 2時31分0秒   | 2020年5月26日 3時25分  | 2020年8月19日 2時37分  | 2020年8月20日 16時7分  | 白鸛號系列飞船的最后一次任务，后续空间站补给任务由新型货运飞船HTV-X接替。 |

## 外部連結
- Project overview of H-II Transfer Vehicle.（页面存档备份，存于）, JAXA （英文）（日語）
- HTV/H-IIB launch Special site（页面存档备份，存于）, JAXA （英文）（日語）